# 移民1000万人計画
移民1000万人計画（いみん1000まんにんけいかく）とは、外国人政策研究所所長で元法務官僚の坂中英徳（元東京入管局長）が提言し、自民党国際人材議員連盟に属する国会議員により計画されていた政策。

## 概要
日本は少子化社会であることから、大量の外国からの移民を受け入れ、その数を50年間で1,000万人の規模にしようとするものである。これが実現した場合日本の人口の10人に1人は移民になる。ただし2000年代当時イギリスやフランスが総人口の2割、ドイツやスウェーデン、オーストラリアなどが総人口の3割弱を移民が占めているのと比較すると、これでも依然として先進国の中では低い割合である。
これからの日本は労働力となる人口が減少していき産業では人手不足が著しくなるだろうと予想されているが、大量の移民を受け入れることでこの問題が解決できるとされた。また農業や漁業などのような少子化だけでなく業界そのものが不人気となっていることでも人材不足が著しいような職業に移民を配置することからも日本の産業に置かれておる問題点が解決できるとされている。また農業や漁業を産業としているような地域に多く見られる過疎化という問題も持っているが、そのような地域に移民が移住することで過疎化の問題も解決できるとしていた。